# 飛特族
飛特族，為和製英語「freeter」的音譯，意指以兼職工作來維持生計的人。部分飛特族人士低收入難以建立家庭，亦難以於事業上有晉升，基本上都是單人或是依賴家庭生活。跟尼特族不同的是飛特族有工作，只是不會被工作所困身。

## 詞源
freeter一詞是將：
1. 英文的free（自由、或指自由契約）
2. 德文意指勞動，日文意指打工、兼差的arbeit
3. 英文字尾-er（人），出現於約1980年代末期。

此三者結合而成的和製英語 freelance arbeiter（フリーランス・アルバイター），即是自由兼職（工作）者。簡稱為フリーター。

## 歷史
近年來，日本政府推出了一系列經濟政策，一部分看法是視飛特族為勞動人口中的重要來源，由於日本年青人中的飛特族人口有百萬之譜，日本政府認為如果能夠將此大量的人力投入基層勞動工作中，就可以紓緩或者解決日本經濟結構中基層勞動力人口缺乏的問題，而趨勢專家大前研一對此表示，飛特族在工作上有所謂的「三不」，就是不髒、不累及不危險，基於這三不，飛特族不願意進行勞動工作。
在日本，飛特族的人口比例自1982年至2002年間，由1.9%增至7.4%。於2002年時，日本有250萬名飛特族及50萬名尼特族，佔15至34歲人口近1成。